# Alegeri locale în Chișinău, 2005
Alegerile locale anticipate din Chișinău din anul 2005 a fost organizate din cauza că Serafim Urechean a renunțat la mandatul de primar,  în schimbul celui de deputat în Parlament. Alegerile pentru funcția de primar general al municipiului Chișinău, organizate în iulie 2005, dar și  în noiembrie-decembrie 2005, au fost invalidate din cauza prezenței joase la vot. La alegerile din 10 iulie au participat 27.05% din alegătorii, iar la cele repetate din 24 iulie — 19.8%, la alegerile din 27 noiembrie au participat 22.42% din alegătorii cu drept de vot, iar la alegerile repetate din 11 decembrie — 22.65%. În situația creată, a fost luată decizia de a stabili un moratoriu privind organizarea de noi alegeri, iar conducerea primăriei a fost preluată de către primarul general interimar Vasile Ursu.

## Rezultate

### Rezultatele alegerilor primarului general al municipiului Chișinău
| Concurenți electorali                                               | Concurenți electorali                                               | Partid                                                              | Turul I | Turul I | Alegeri repetate | Alegeri repetate |
| Concurenți electorali                                               | Concurenți electorali                                               | Partid                                                              | Voturi  | %       | Voturi           | %                |
| ------------------------------------------------------------------- | ------------------------------------------------------------------- | ------------------------------------------------------------------- | ------- | ------- | ---------------- | ---------------- |
|                                                                     | Zinaida Greceanîi                                                   | Partidul Comuniștilor din Republica Moldova                         | 78.018  | 50,15%  | 96.250           | 87,78%           |
|                                                                     | Dumitru Braghiș                                                     | candidat independent                                                | 32.126  | 20,65%  | —                | —                |
|                                                                     | Dorin Chirtoacă                                                     | Partidul Liberal                                                    | 11.091  | 7,13%   | —                | —                |
|                                                                     | Gheorghe Susarenco                                                  | Partidul Popular Creștin Democrat                                   | 10.914  | 7,02%   | —                | —                |
|                                                                     | Iuliana Gorea-Costin                                                | candidat independent                                                | 7.699   | 4,95%   | —                | —                |
|                                                                     | Valerii Klimenco                                                    | Blocul electoral „Patria-Родина—Равноправие”                        | 5.848   | 3,76%   | 13.400           | 12,22%           |
|                                                                     | Mihai Severovan                                                     | candidat independent                                                | 5.574   | 3,58%   | —                | —                |
|                                                                     | Vladimir Gurițenco                                                  | Partidul Democrat din Moldova                                       | 2.925   | 1,88%   | —                | —                |
|                                                                     | Gheorghe Sima                                                       | Uniunea Muncii „Patria-Родина”                                      | 783     | 0,50%   | —                | —                |
|                                                                     | Vladimir Garaba                                                     | Partidul Ecologist „Alianța Verde” din Moldova                      | 599     | 0,39%   | —                | —                |
| Rata de participare (27,05% – Turul I), (19,80% – alegeri repetate) | Rata de participare (27,05% – Turul I), (19,80% – alegeri repetate) | Rata de participare (27,05% – Turul I), (19,80% – alegeri repetate) | 155.577 | 100,00% | 109.650          | 100,00%          |
| Sursa: alegeri.md                                                   |                                                                     |                                                                     |         |         |                  |                  |

| Concurenți electorali                                               | Concurenți electorali                                               | Partid                                                              | Turul I | Turul I | Alegeri repetate | Alegeri repetate |
| Concurenți electorali                                               | Concurenți electorali                                               | Partid                                                              | Voturi  | %       | Voturi           | %                |
| ------------------------------------------------------------------- | ------------------------------------------------------------------- | ------------------------------------------------------------------- | ------- | ------- | ---------------- | ---------------- |
|                                                                     | Vasile Ursu                                                         | candidat independent                                                | 59.570  | 46,66%  | 67.279           | 52,91%           |
|                                                                     | Dorin Chirtoacă                                                     | Partidul Liberal                                                    | 32.098  | 25,14%  | 45.299           | 35,62%           |
|                                                                     | Mircea Rusu                                                         | Alianța „Moldova Noastră”                                           | 13.096  | 10,26%  | —                | —                |
|                                                                     | Valentin Crîlov                                                     | Blocul electoral „Patria-Родина—Равноправие”                        | 8.151   | 6,38%   | 8.803            | 6,92%            |
|                                                                     | Eduard Mușuc                                                        | Partidul Social Democrat din Moldova                                | 5.991   | 4,69%   | —                | —                |
|                                                                     | Oleg Cernei                                                         | Partidul Ecologist „Alianța Verde” din Moldova                      | 4.970   | 3,89%   | 4.462            | 3,51%            |
|                                                                     | Olga Nicolenco                                                      | Partidul Social-Liberal                                             | 2.276   | 1,78%   | —                | —                |
|                                                                     | Gheorghe Sima                                                       | Uniunea Muncii „Patria-Родина”                                      | 1.521   | 1,19%   | 1.324            | 1,04%            |
| Rata de participare (22,42% – Turul I), (22,65% – alegeri repetate) | Rata de participare (22,42% – Turul I), (22,65% – alegeri repetate) | Rata de participare (22,42% – Turul I), (22,65% – alegeri repetate) | 127.673 | 100,00% | 127.167          | 100,00%          |
| Sursa: alegeri.md                                                   |                                                                     |                                                                     |         |         |                  |                  |